# SN 1999gb
SN 1999gb – supernowa typu IIn odkryta 22 listopada 1999 roku w galaktyce NGC 2532. W momencie odkrycia miała maksymalną jasność 16,10m.